# Allas-Champagne
Allas-Champagne és un municipi francès del Cantó d'Archiac (departament del Charente Marítim, regió de la Nova Aquitània). L'any 2007 tenia 230 habitants.

## Demografia

### Població
El 2007 la població de fet d'Allas-Champagne era de 230 persones. Hi havia 94 famílies de les quals 20 eren unipersonals (8 homes vivint sols i 12 dones vivint soles), 35 parelles sense fills, 35 parelles amb fills i 4 famílies monoparentals amb fills.
La població ha evolucionat segons el següent gràfic:

### Habitatges
El 2007 hi havia 105 habitatges, 93 eren l'habitatge principal de la família, 4 eren segones residències i 9 estaven desocupats. Tots els 105 habitatges eren cases. Dels 93 habitatges principals, 66 estaven ocupats pels seus propietaris, 10 estaven llogats i ocupats pels llogaters i 17 estaven cedits a títol gratuït; 2 tenien dues cambres, 7 en tenien tres, 32 en tenien quatre i 52 en tenien cinc o més. 89 habitatges disposaven pel capbaix d'una plaça de pàrquing. A 36 habitatges hi havia un automòbil i a 51 n'hi havia dos o més.

### Piràmide de població
La piràmide de població per edats i sexe el 2009 era:
| Homes | Edats   | Dones |
| ----- | ------- | ----- |
| 0     | 95 o +  | 0     |
| 0     | 90 a 94 | 4     |
| 0     | 85 a 89 | 0     |
| 4     | 80 a 84 | 0     |
| 0     | 75 a 79 | 16    |
| 8     | 70 a 74 | 12    |
| 4     | 65 a 69 | 0     |
| 4     | 60 a 64 | 8     |
| 8     | 55 a 59 | 4     |
| 0     | 50 a 54 | 4     |
| 0     | 45 a 49 | 8     |
| 16    | 40 a 44 | 8     |
| 8     | 35 a 39 | 8     |
| 4     | 30 a 34 | 8     |
| 4     | 25 a 29 | 0     |
| 8     | 20 a 24 | 4     |
| 4     | 15 a 19 | 8     |
| 12    | 10 a 14 | 4     |
| 8     | 5 a 9   | 4     |
| 0     | 0 a 4   | 8     |

## Economia
El 2007 la població en edat de treballar era de 138 persones, 105 eren actives i 33 eren inactives. De les 105 persones actives 99 estaven ocupades (54 homes i 45 dones) i 6 estaven aturades (2 homes i 4 dones). De les 33 persones inactives 14 estaven jubilades, 10 estaven estudiant i 9 estaven classificades com a «altres inactius».

### Ingressos
El 2009 a Allas-Champagne hi havia 95 unitats fiscals que integraven 247 persones, la mediana anual d'ingressos fiscals per persona era de 17.344 €.

### Activitats econòmiques
Dels 11 establiments que hi havia el 2007, 1 era d'una empresa de fabricació d'altres productes industrials, 4 d'empreses de construcció, 3 d'empreses de comerç i reparació d'automòbils, 1 d'una empresa de transport, 1 d'una empresa financera i 1 d'una empresa de serveis.
Dels 3 establiments de servei als particulars que hi havia el 2009, 1 era un paleta, 1 fusteria i 1 lampisteria.
L'any 2000 a Allas-Champagne hi havia 23 explotacions agrícoles que ocupaven un total de 532 hectàrees.

## Equipaments sanitaris i escolars
El 2009 hi havia una escola maternal integrada dins d'un grup escolar amb les comunes properes formant una escola dispersa.

## Poblacions properes
El següent diagrama mostra les poblacions més properes.